# 4hero
I 4hero sono un gruppo Drum and bass inglese originari di Dollis Hill, North London formato da Mark 'Marc Mac' Clair e Dennis 'Dego' McFarlane. Sono stati nominati per il Mercury Music Prize nel 1998.

## Discografia

### Album studio
- In Rough Territory (1991)
- Parallel Universe (1995)
- Two Pages (1998)
- Creating Patterns (2001)
- Play with the Changes (2007)

### Album + Compilation
- Reinforced Presents: 4hero - The Early Plates (2008)
- Extensions (2009)

### Album + Compilation + DJ-mix
- 4hero Presents... Brazilika (2006)

### Album + DJ-mix
- ...Mixing (2007)

### Album + Remix
- Two Pages Reinterpretations (1998)
- The Remix Album (2004)